# Mezgraja (okręg pirocki)
Mezgraja (cyr. Мезграја) – wieś w Serbii, w okręgu pirockim, w gminie Babušnica. W 2011 roku liczyła 31 mieszkańców.